# Essen steht AUF
„Essen steht AUF“ – Bündnis für alternative, unabhängige und fortschrittliche Kommunalpolitik (AUF) war eine Wählergruppe in Essen. AUF ist ein Akronym für alternativ, unabhängig und fortschrittlich. AUF bezeichnete sich selbst als überparteiliches Wahlbündnis, Mitglieder der Marxistisch-Leninistischen Partei Deutschlands (MLPD) wirkten aber in ihr auf einflussreichen Positionen mit, das ehemalige AUF-Stadtratsmitglied ist (oder war) MLPD-Mitglied.

## Auseinandersetzung mit der IG Metall
Die IG Metall Essen drohte ihren beiden Mitgliedern Yazgülü Kahraman-Meister und Horst Dotten mit dem Ausschluss aus der Gewerkschaft, weil sie für die Bundestagswahl 2009 auf der offenen Liste der MLPD in Essen kandidierten, da eine Mitgliedschaft bei der MLPD mit einer solchen bei der IG Metall unvereinbar sei.

## Wahlen
Bei den Wahlen zum 14. Essener Stadtrat 2004 trat AUF zum ersten Mal an, erreichte 1719 Stimmen (0,8 %) und zog mit Dietrich Keil (Mitglied der MLPD) in den Rat ein. Dort bildete AUF eine Fraktion mit der Partei Die Linke (zwei Stadträte) und der DKP (ein Stadtrat). Bei den Wahlen 2009 konnte Essen steht AUF mit 0,7 Prozent den einen Sitz verteidigen, den wiederum Dietrich Keil einnahm. 2014 verlor die Vereinigung mehr als die Hälfte ihrer Wähler und ihr Mandat im Rat der Stadt, 2020 kandidierte sie nicht mehr.
| Wahl                       | Stimmen | %     | Mandate  |
| -------------------------- | ------- | ----- | -------- |
| Kommunalwahl in Essen 2004 |         |       |          |
| Ratswahl                   | 1.719   | 0,8 % | 1 von 82 |
| Kommunalwahl in Essen 2009 |         |       |          |
| Ratswahl                   | 1.587   | 0,7 % | 1 von 82 |
| Kommunalwahl in Essen 2014 |         |       |          |
| Ratswahl                   | 716     | 0,3 % | 0 von 82 |

## Umfeldorganisationen
- In einigen weiteren Städten haben sich aus dem Umfeld der MLPD sich ebenfalls „AUF“ nennende Wählergruppen gebildet.
- Marxistisch-Leninistische Partei Deutschlands (MLPD): Sie initiierte dieses und andere „Kommunalwahlbündnisse“, um ihre Parteimitglieder in die Stadträte wählen zu lassen.
- Das Pfingstjugendtreffen in der Nachbarstadt Gelsenkirchen wird von Essen steht AUF, AUF Gelsenkirchen  und MLPD unterstützt.